# Hyacintara
Hyacintara (Anodorhynchus hyacinthinus) er det største medlem af ara-gruppen indenfor papegøjefamilien. 
Hyacintaraen er en sjælden papegøjeart, hvor de fleste af de få eksemplarer som er tilbage i naturen lever i Brasilien – områderne Pantanal, Amazonas og Mato Grosso. 
Man antager at der findes flere af disse i privat eje end de som findes tilbage ude i naturen. For at se disse papegøjer kan  man  tage til Loro Parque på Tenerife.

## Beskrivelse
Fuglens latinske navn kommer af ordene an, odo og rhynchus som betyder henholdsvis "ingen", "tand" og "næse" på latin. 
Navnet kommer af at denne ara mangler de karakteristiske tandlignende sider på undernæbbet som findes på de fleste andre araer.
Fuglen kan blive optil 100 cm lang målt fra toppen af hovedet til spidsen på halefjerene (stjerten) og et vingefang på op til 120 cm.
Farven er koboltblå med gule hudtegninger omkring øjnene og i mundvigene. 
Som på de fleste araer er stjerten lang og fungerer som styre- og bremsemekanisme under flyvning. 
Da den er så stor, er hyacintaraen meget manøvreringsdygtig.

## Adfærd
I naturen lever disse fugle hovedsagelig af nødder som den finder i bunker med størknet afføring fra kvæg. 
Kosten er meget fed, og fuglens fordøjelse er da også specielt egnet til at tage imod denne type mad. 
Hyacintaraen er som de fleste papegøjer god til at snakke og efterligne lyde – men er ikke en af de bedste til dette. 
Arten er særdeles godt egnet som kæledyr på grund af sin utrolige tålmodighed og det kontaktsøgende væsen. 
Dette har også været med til at gøre at jagten på disse i vild tilstand har været omfattende i mange år og dermed en af grundene til at der findes få tilbage. Den er på Washington-konventionens liste over stærkt truede dyr.